# Список умерших в 1212 году
В этой статье представлен список известных людей, умерших в 1212 году.
См. также: Категория:Умершие в 1212 году

## Февраль

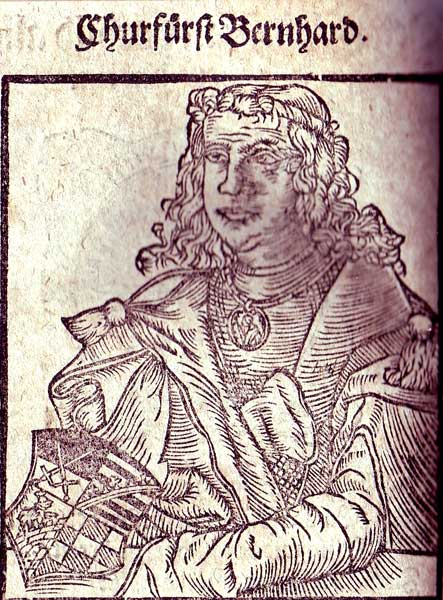
Бернхард III

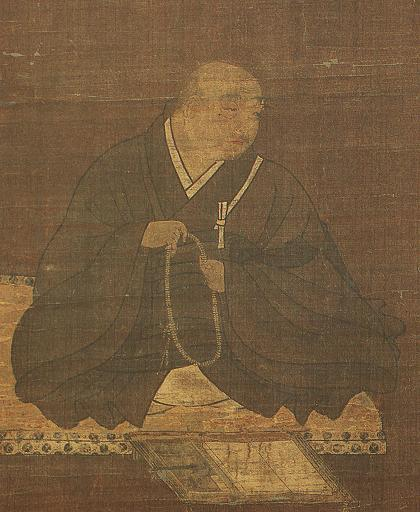
Хонэн

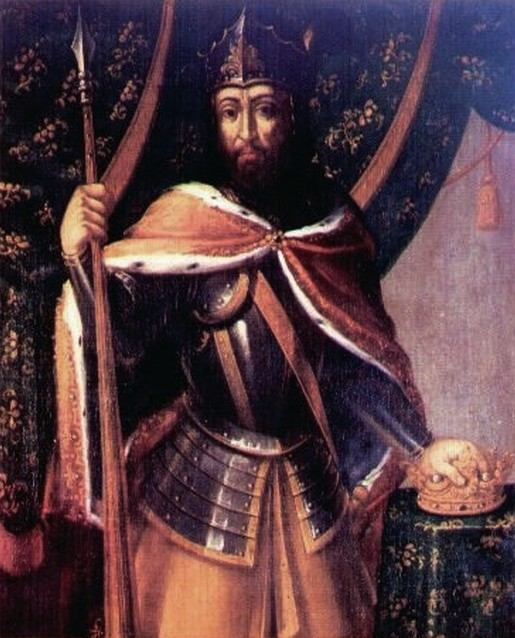
Саншу I

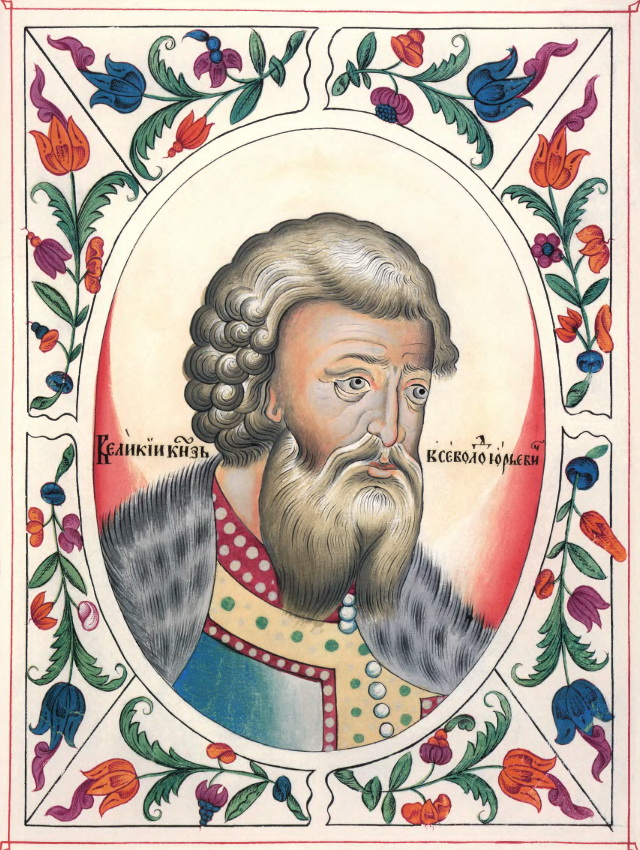
Всеволод Юрьевич Большое Гнездо

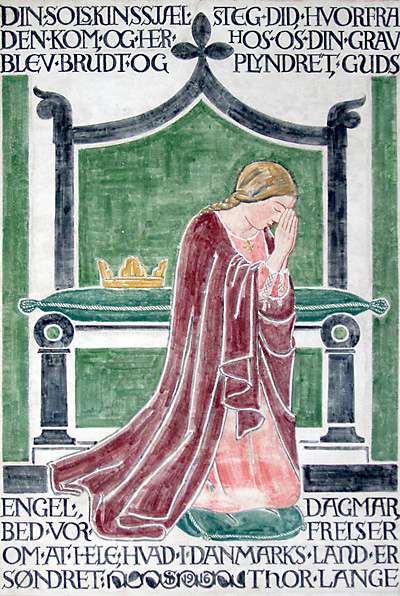
Дагмара Богемская

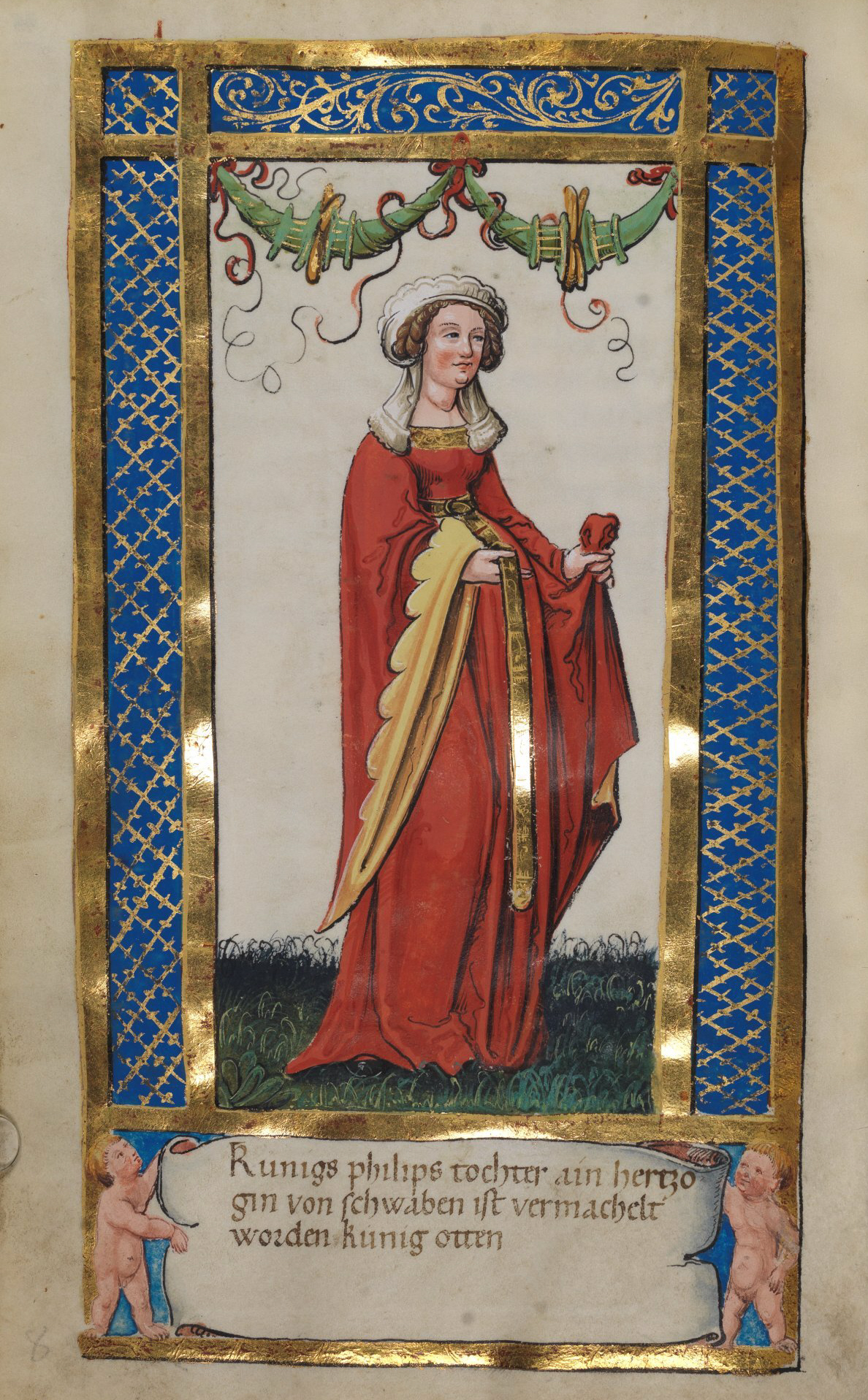
Беатриса Швабская

- 9 февраля — Бернхард III — граф Ангальта (1170—1212), герцог Саксонии (1180—1212), родоначальник саксонской ветви Асканиев
- 29 февраля — Хонэн (78) — японский буддийский монах конца периода Хэйан — начала периода Камакура, последователь амидаизма, основатель школы Дзёдо-сю. Хонэн был прозван «Великим учителем совершенного света» (яп. 円光大師) и «Великим учителем сияющего света» (яп. 明照大師).

## Март
- 26 марта — Саншу I (57) — король Португалии (1185—1212).

## Апрель
- 1 апреля — Петронилла де Гранмениль, англо-нормандская аристократка, дама де Гранмениль, жена Роберта де Бомона, 3-го графа Лестера.
- 6 апреля — Бертрам[нем.] — архиепископ Гамбурга и Бремена (1178—1179), епископ Меца (1180—1212)
- 15 апреля — Всеволод Юрьевич Большое Гнездо — Великий князь Киевский (1173), Князь переяславский (1175—1176), Великий князь владимирский (1176—1212)
- после 22 апреля — Сесса, Джерардо — архиепископ Милана (1211—1212), кардинал-епископ Альбано (1211—1212)

## Май
- 24 мая — Дагмара Богемская — королева-консорт Дании (1205—1212), жена Вальдемара II

## Июль
- 1 июля — Може[англ.] — епископ Вустера (1199—1212)
- 15 июля — Йоханн I[нем.] — архиепископ Трира (1190—1212)
- 16 июля — Уильям де Брюс, 3-й лорд Аннандейл — лорд Аннандейла (1194—1212)

## Август
- 11 августа — Беатриса Швабская — королева-консорт Германии и императрица-консорт Священной Римской империи (1212), жена Оттона IV

## Сентябрь
- 19 сентября — Генри Фиц-Айлвин де Лондонстоун[англ.] — первый мэр Лондона (1189—1212)

## Октябрь
- 13 октября — Болдуин де Бетюн, французский рыцарь, участник третьего крестового похода, муж Хависы Омальской, граф Омальский.
- 15 октября — Филипп I — маркграф Намюра (1195—1212)
- 25 октября — Джон Комин[англ.] — архиепископ Дублина (1181—1212)

## Ноябрь
- 4 ноября — Феликс де Валуа — граф Валуа и граф Вермандуа (1152—1160), один из основателей ордена тринитариев, святой римско-католической церкви.
- 18 ноября — Аццо VI д'Эсте — сеньор Феррары (1209—1212).

## Декабрь
- 5 декабря — Дирк ван Аре[англ.] — епископ Утрехта (1197—1212)
- 12 декабря 
  - Давид Комнин — один из основателей Трапезундской империи, которой правил вместе с братом — Алексеем I Великим Комнином.
  - Джеффри — епископ Линкольна (1173—1183), архиепископ Йоркский (1181—1212), лорд-канцлер Англии (1181—1189)
- 29 декабря — Ален I д'Авогур — граф де Пентьевр (1177—1212), граф Трегье (1183—1212), сеньор де Гоэлё (1183—1212)

## Дата неизвестна или требует уточнения
- Абу ал-Аббас ал-Джарави[англ.] — официальный поэт Альмохадов
- Адам Драйбургский[англ.] — английский католический теолог
- Алберт II де Дабо-Мохо — граф Меца (1178—1212)
- Али Мардан Кхилджи[англ.] — султан Бенгалии (1210—1212)
- Анна Ангелина — византийская принцесса, дочь Мануила I Комнина, императрица-консорт Никейской империи (1204—1212), жена Феодора I Ласкариса
- Аршамбо I — граф Перигора (1211—1212)
- Беренгар Барселонский[нем.] — архиепископ Нарбонны (1190—1212).
- Бернард де Баллиол, английский аристократ.
- Всеволод Святославич Чермный, великий князь черниговский (1204—1210, 1212), великий князь Киевский (1206, 1207 и 1210—1212).
- Гийас ад-Дин Махмуд — султан Гуридов (1206—1212)
- Гильом де Кабестань — провансальский трубадур
- Готье де Монбельяр[фр.] — регент Кипрского королевства (1205—1210).
- Гуго де Сюржер, виконт Шательро (с 1203/1204).
- Жоффруа де Виллардуэн, крупный французский феодал, сеньор де Виллардуэн (с 1145/1170), сеньор Вилли, сеньор Лезинна, маршал Шампани (1185—1202), маршал Романии (с 1204), один из руководителей Четвёртого крестового похода, автор хроники «Завоевание Константинополя».
- Закария II Мхаргрдзели, придворный и военачальник грузинской царицы Тамары.
- Мария Иерусалимская — королева Иерусалима (1205—1212)
- Пердигон — французский трубадур
- Робер из Осера — французский хронист.
- Ростислав Ярославич, князь сновский (1181—1203), вышгородский (1212).
- Русиньш — правитель латгалов (1208—1212), погиб во время осады замка Саттезеле.
- Рюрик Ростиславич — князь Овручский (1167—1194), князь Новгородский (1170—1171), Великий князь Киевский (1173, 1181, 1194—1201, 1203—1204, 1205—1206, 1207—1210), князь Черниговский (1210—1212)
- Тома I д’Отреманкур, первый сеньор Салоны (1205—1212).
- Усман ибн Ибрагим, последний правитель Западного Караханидского каганата (1202—1212).
- Эверард из Бетюна, латинский поэт и грамматик французского (фламандского) происхождения.